# Georges Ancel
Pour les articles homonymes, voir Ancel.
Cet article possède un paronyme, voir Georges Ancely.
Georges Ancel est un négociant et un homme politique français né le 1er juillet 1870 au Havre, en Seine-Inférieure et décédé le 30 avril 1960 à Dirac-Hurtebise, en Charente.

## Biographie
Issu d'une très longue lignée d'hommes politiques et de parlementaires, fils de Raoul Ancel et de Georgina Perquer, Georges Ancel est à la tête d'une importante maison de négoce, la maison Ancel, présente  à Tamatave et en Indochine, où elle achète pour une valeur de 54 000 francs des actions de la Compagnie agricole des thés et cafés du Kontum. Il entre lui-même en politique, devenant conseiller général et maire d'Harfleur. Le décès de son père Raoul Ancel, sénateur, en 1911, entraîne son remplacement par un député en place et donc une élection législative partielle. Georges Ancel se porte candidat et est élu député pour la première fois, dès le premier tour.
Réélu en 1914, il siège pendant ses deux premiers mandats au sein des non-inscrits avant de rejoindre, pour ses deux derniers mandats, les groupes parlementaires de la Fédération républicaine, conservatrice : l'Entente républicaine démocratique puis l'Union républicaine démocratique.
Parlementaire très actif, il s'intéresse essentiellement aux questions commerciales, économiques et financières ainsi qu'à la marine marchande et à la fiscalité. Il ne se représente pas en 1928, préférant céder son siège à un jeune espoir de la mouvance modérée appelé à un brillant avenir, René Coty. Georges Ancel se retire alors dans la région d'Angoulême, où il décède dans sa 90e année.
Il est nommé chevalier de la Légion d'honneur en 1929.
Il épouse  Marie de Houdetot, fille de Richard Louis de Houdetot et de Marie Françoise Augustine du Pré de Saint-Maur, puis Charlotte Vaney, veuve du capitaine Jean Roederer et petite-fille d'Alexandre Émile Pepin-Lehalleur. Il est le beau-père d'Albert de Villeneuve-Esclapon.

## Distinctions
- Chevalier de la Légion d'honneur (1929).

## Sources
- Ressources relatives à la vie publique :   - base Léonore
  - Base Sycomore
- « Georges Ancel », dans le Dictionnaire des parlementaires français (1889-1940), sous la direction de Jean Jolly, PUF, 1960 [détail de l’édition]
- Jean-Pierre Chaline (dir.) et Anne-Marie Sohn (dir.), Dictionnaire des parlementaires de Haute-Normandie 1871-1940, Rouen, Publications de l'Université de Rouen, 2000, 352 p., 24×16 cm (ISBN 2-87775-294-1), p. 36-37